# Stuart Hall
Stuart Hall (Kingston, 3 de febrer de 1932 - Londres, 10 de febrer de 2014) va ser un teòric cultural i sociòleg jamaicà, establert a Anglaterra des de 1951 fins a la seva mort. Al costat de Raymond Williams, Richard Hoggart i I. P. Thompson, fou un dels principals referents dels Estudis culturals. Hoggart va fundar en 1964 el Centre for Contemporary Cultural Studies a la Universitat de Birmingham i va convidar a Hall a integrar l'equip de recerca. Hall va presidir el centre entre 1968 i 1979. Més tard va ser professor de la Universitat Oberta del Regne Unit, finalitzant els seus estudis en 1997 i conservant el títol de Professor Emèrit.
De tendència marxista, els seus principals referents van ser el propi Marx, l'italià Antonio Gramsci i Raymond Williams. Els seus estudis giren entorn del concepte gramscià d'hegemonia i la seva relació amb els mitjans de comunicació i la cultura popular. En aquest últim, és conegut el seu model de codificació/ descodificació, recollit en el seu llibre Stuart Hall: Critical dialogues in cultural studies (2001, Routledge) on reflexiona sobre la varietat de significats que poden tenir els missatges emesos pels mitjans de comunicació en el que, a través de com van codificats i com es descodifican, es pot extreure diferents significats.